# جرحة في الحائط (فلم)
جرحة في الحائط فيلم مغربي من إنتاج العام 1977 للمخرج المغربي جيلالي فرحاتي، وكتابة فريدة بليزيد.